# Альянс за национальное преобразование
Альянс за национальное преобразование (англ. Alliance for National Transformation; ANT) — правоцентристская оппозиционная политическая партия в Уганде. Основана в 2019 году после выхода крупной фракции под руководством Мугиша Мунту из партии Форум за демократические изменения.

## История
В 2000—2010-х годах ведущей оппозиционной силой Уганды был Форум за демократические изменения. Трижды во время президентских выборов 2006, 2011 и 2016 годов партия выставляла полковника в отставке доктора Киззу Бесидже кандидатом в президенты против кандидата правящего Движения национального сопротивления генерала Йовери Кагута Мусевени. В 2017 году президентом партии стал Патрик Обои Амуриат, опередивший на партийных выборах тогдашнего президента партии, генерал-майора в отставке Грегори Мугиша Мунту (641 голос против 463). Выборы характеризовались нападками на генерала Мунту, а также оскорблениями команды Мунту в отношении Патрика Амуриата Обои.

### Основание
После внутрипартийных выборов президента Форума за демократические изменения в ноябре 2017 гофа партия разделилась на два лагеря: один из них при поддержке Амуриата поддерживал конфронтационный и агрессивный подход к режиму Мусевени, а другой при поддержке Мунту выступал за неконфронтационный институциональный подход. В сентябре 2018 года Мугиша Мунту и его сторонники вышли из партии и сформировали новую партию. Цель новой партии состояла в создании партийных структур на низовом уровне и в стимуляции бо́льшего количество членов баллотироваться на парламентские места и на местных выборах, а также работать в коалиции с единомышленниками из оппозиционных сил, а именно с партией Народная власть во главе с Боби Вайном, и с блоком Демократическая партия (Норберт Мао)—Форум справедливости (Асуман Базалирва) с целью выдвинуть единого кандидата для участия в президентских выборах 2021 года с целью свержения Мусевени, находящегося у власти с 1986 года. Позже в том же месяце Мунту объявил, что начал процесс формирования новой партии под кодовым названием Новая формация.
В марте 2019 года Избирательная комиссия Уганды утвердила политическую партию Альянс за национальное преобразование. Кандидатом от партии на выборах 2021 года стал её лидер генерал Мугиша Мунту, получивший 0,65% голосов.